# Nezahualcóyotl (König)

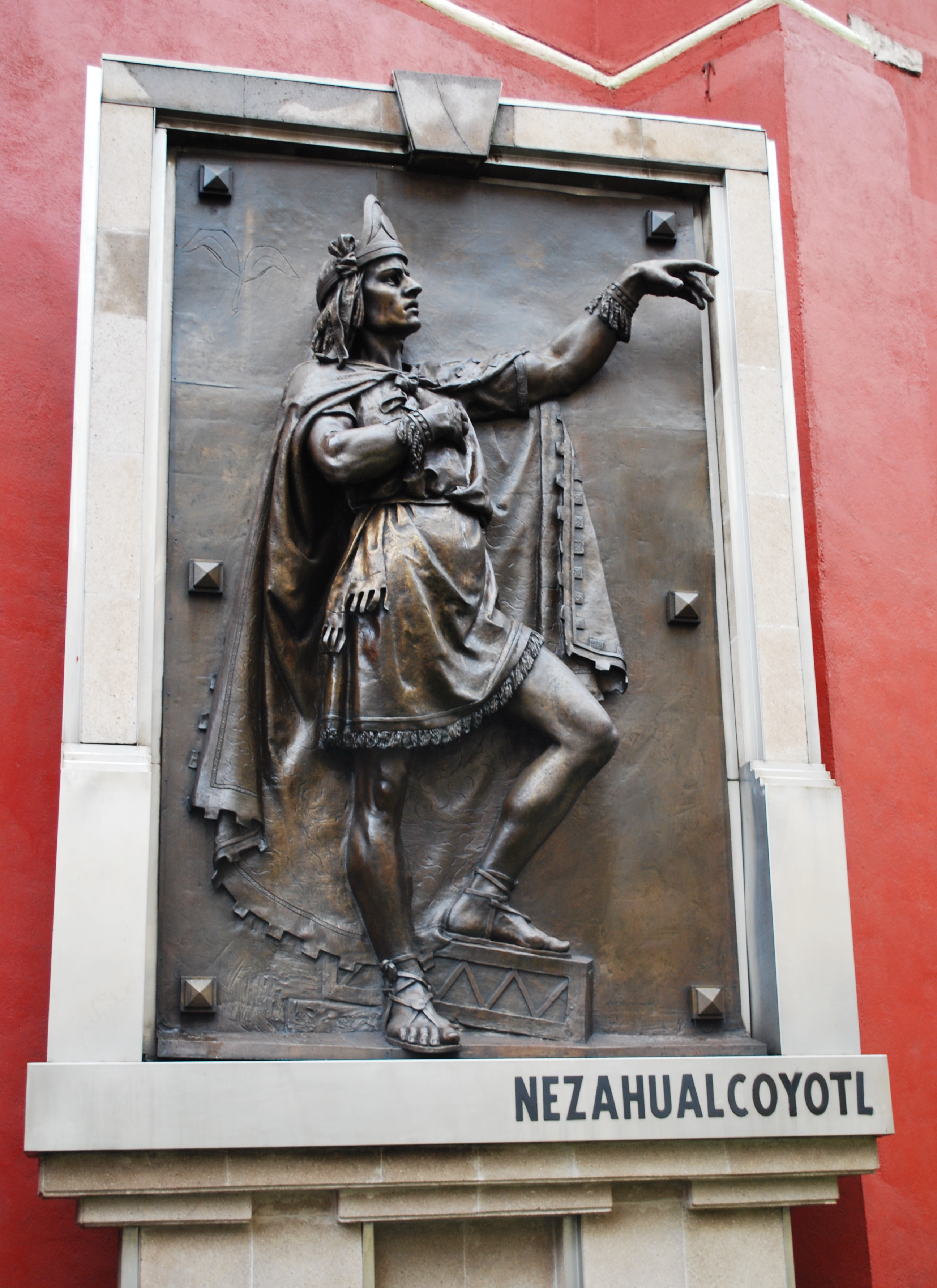
Bronzeskulptur von Jesús Fructuoso Contreras mit der Darstellung Nezahualcóyotls im „Garten der dreifachen Allianz“ (Jardín de la Triple Alianza), Mexiko-Stadt

Acolmitzli Nezahualcóyotl (* 28. April 1402 in Texcoco; † 4. Juni 1472 ebenda) war ein Herrscher, Philosoph und Dichter im präkolumbischen Mesoamerika. Nach mehreren Überlieferungen, u. a. Fernando de Alva Ixtlilxóchitl, hatte er die Erfahrung eines „unbekannten, nicht erkennbaren Herrn von überall“, dem er einen völlig leeren Tempel baute, in dem keinerlei Blutopfer erlaubt waren.

## Leben
Er herrschte über die Acolhua, ein Chichimekenvolk, das wie die Azteken zur losen Völkergruppe der Nahua gezählt wird. Nezahualcóyotls Vater Ixtlilxóchitl und seine Mutter Matlalcihuatzin wurden im Jahr 1418 bei einem Überfall der Tepaneken getötet. Nach diesem Überfall musste Nezahualcóyotl in die Aztekenhauptstadt Tenochtitlán fliehen, deren Herrscher mit seiner Familie verschwägert waren. Dort genoss er in den folgenden Jahren eine umfangreiche Ausbildung, musste sich aber immer wieder vor Nachstellungen durch die Tepaneken verstecken. Erst im Jahr 1431 gelang es ihm, in einem Militärbündnis mit den Azteken die Tepaneken zu besiegen und sich in seiner Heimatstadt Texcoco zum Herrscher weihen zu lassen. Aus diesen Jahren des Wartens stammt auch sein Name, der in der Nahuatl-Sprache „Hungriger Kojote“ bedeutet.
In den Folgejahren führte er Texcoco und sein Volk zu einer Blütezeit in Kultur, Wissenschaft, Architektur, Religion und Landwirtschaft. Er selbst war der Architektur, Dichtkunst und Philosophie zugetan. Unter anderem erbaute er ein Aquädukt, um die in dem Salzwasser führenden Texcoco-See gelegene Stadt Tenochtitlán mit Frischwasser zu versorgen. Sein Palast, dessen Überreste noch heute in Texcoco besichtigt werden können, verfügte über ein ausgeklügeltes Wasserversorgungssystem. Einige seiner Gedichte wurden mündlich überliefert und sind im Codex Ixtlilxóchitl und anderen von christlichen Mönchen verfassten Kodizes aus dem 16. Jahrhundert erhalten.
Man vermutet, dass Nezahualcóyotl mit einer Vielzahl von Frauen über 100 Kinder zeugte. Sein Sohn Nezahualpilli (1464–1515) folgte ihm nach seinem Tod im Jahr 1472 auf den Thron.

## Ehrungen
Nach Nezahualcóyotl sind unter anderem die gleichnamige Stadt, ein Vorort von Mexiko-Stadt, und der Süßwasserzierfisch Xiphophorus nezahualcoyotl benannt. Die 100-Peso-Banknote enthält sein Porträt. Auch die Pflanzengattung Nezahualcoyotlia R.González aus der Familie der Orchideen ist nach ihm benannt.

## Vertonungen
- Der Komponist Juan María Solare komponierte 2007–2008 das Werk Un recuerdo que dejo („Eine Erinnerung, die ich hinterlasse“) für Frauenstimme, Flöte, Klarinette, Harfe und Streichquartett nach Texten von Nezahualcóyotl.